# صوفيا تيوتيونينا
صوفيا الكسندروفنا تيوتيونينا (الروسية: Софья Александровна Тютюнина ؛ ولدت في 13 يونيو 2003) راقصة جليدية روسية مع شريكها في التزلج ألكسندر شوستيتسكي، حصلت على الميدالية الفضية في أولمبياد الشباب لعام 2020 وحصلت على ميدالية الجائزة الكبرى للناشئين ثلاث مرات، بما في ذلك الميدالية الفضية سباق الجائزة الكبرى للناشئين في كرواتيا 2019 . كما فازوا بميدالية فضية في حدث الفريق في دورة الألعاب الأولمبية الشتوية للشباب 2020.